# Перковський Арнольд Леонідович
Арнольд Леонідович Перковський (16.01.1932–27.09.2005) — дослідник історичної демографії України, демограф. Народився в с. Северинівка (нині село Жмеринського району Вінницької обл.). 1963 закінчив історичний факультет Київського університету. 1963–67 — аспірант, 1965–69 — молодший науковий співробітник відділу історіографії та джерелознавства Інституту історії АН УРСР. 1968 захистив кандидатську дисертацію на тему: «Народонаселення України в XVIII ст.» (наук. керівник — доктор історичних наук Ф.Шевченко). 1969–96 — молодший науковий співробітник, наук. співробітник, старший науковий співробітник Ін-ту економіки АН УРСР/України (з 1994 — Інститут економіки НАН України), 1996–98 — старший наук. співробітник Інституту психології Академії педагогічних наук України, за сумісництвом — старший консультант Національного інституту стратегічних досліджень (1996). Із 1998 — на пенсії. Як демограф зробив значний внесок в опрацювання проблеми історичних законів народонаселення, вивчав історію демографії в Україні. Як спеціаліст у царині демографії історичної досліджував питання демографічних криз і катастроф в Україні, поєднуючи дескриптивний опис із суттєвими теоретичними узагальненнями. Останнім часом зосереджував увагу на опрацюванні питань геополітики, проблеми формування національних і територіальних еліт України і Росії 19–20 ст., а також масонства.
Помер у м. Київ.